# 鄭義和
鄭 義和（チョン・イファ、チョン・ウィファ、1948年12月18日 - ）は、大韓民国の政治家、医師。同国国会議長を務めた。
本貫は延日鄭氏。キリスト教徒。

## 経歴
慶尚南道昌原郡鎮海邑出身。釜山大学校医科大学、延世大学校医科大学院、仁済大学校医科大学院卒業。脳神経外科専門医として、アメリカや韓国の病院で勤務した。延世大学校、仁済大学校、釜山大学校医科大学外来教授も歴任した。高麗大学校政策大学院最高位課程修了。
1996年4月に行われた、第15代総選挙で釜山広域市中区・東区から新韓国党候補として出馬し、当選する。
2000年4月に行われた、第16代総選挙でハンナラ党（新韓国党が1997年に党名改称した政党）から出馬し再選する。2002年に行われた金碩洙首相の人事聴聞特別委員会で税の申告漏れ疑惑などを追及した。
2004年4月に行われた、第17代総選挙でハンナラ党から出馬し再選する。2007年にハンナラ党から大統領選挙に立候補した、李明博の選挙対策委員会副委員長に就任した。
2008年4月に行われた、第18代総選挙でハンナラ党から出馬し当選する。2009年5月に行われた、ハンナラ党院内代表選挙に立候補するが落選、2011年に非常対策委員会委員長に選出され、朴槿恵派と激しく対立する。(鄭は李明博派に分類される)  2010年に第18代後半国会で与党側の国会副議長に選出された。
2012年2月、国会議長だった朴熺太の不祥事で議長職を辞任した事態により、第18代国会の任期満了までの短かった残り期間で、与野党の合意により鄭が朴前議長の残任期間中に国会議長の職務権限を代行した。
2012年4月に行われた、第19代総選挙でセヌリ党（ハンナラ党が2012年に党名改称した政党）から出馬し当選し、党の国会議長候補に立候補したが姜昌熙に敗れた。2014年5月に第19代後半国会議長に選出された。同年6月にはセウォル号沈没事故行方不明者家族が生活している体育館を訪問し、 セウォル号特別法と成立を約束したが、成立は11月となった。同年7月に訪韓した、中国の習近平国家主席（党総書記）と国会で会談し、日本の歴史認識問題について意見を交わした。同年10月27日には伊吹文明衆議院議長の招待により日本を訪問し、安倍晋三内閣総理大臣を表敬訪問した。その後伊吹衆議院議長と会談し、慰安婦問題などの歴史問題で日本の譲歩を要求した。2015年3月にはアメリカを訪問し、ジョン・ベイナーアメリカ合衆国下院議長と会談し、日本の日本の真の謝罪と行動が必要だと伝えた。2015年12月には第20代総選挙の選挙区画定交渉が与野党の対立によって難航し、選挙運動を中止しなければならない事態に発展することを防ぐため、与党ハンナラ党金武星代表と野党新政治民主連合の文在寅代表の間を仲裁したが合意には至らず、臨時国会の開催を決めた。国会議長は選挙立候補しない慣例があったにもかかわらず鄭は当初、第20代総選挙に出馬すると表明したが、最終的に出馬を断念した。2016年3月には国会議長にはセヌリ党から離党し無所属で就いていたが、議長退任後も復党しないことを表明した。同年5月29日に第20代国会が開かれたことにより議長を退任した。後任は丁世均。
2017年5月9日に皇居で天皇から旭日大綬章を授与された。

## その他
釜山ボーイスカウト連盟長、世界スカウト議員連盟総裁を歴任した。